# Isola Raoul
L'isola di Raoul, nota in passato come Sunday Island, è un'isola neozelandese facente parte dell'arcipelago delle isole Kermadec delle quali costituisce la più settentrionale e la più grande. Essa costituisce il bordo emerso di un vulcano entrato in eruzione per l'ultima volta il 17 marzo del 2006 facendo una vittima e provocando l'evacuazione della stazione meteorologica dell'isola.

## Geografia

### Posizione
L'isola di Raoul è situata nel Pacifico meridionale e costituisce l'isola più grande e settentrionale dell'arcipelago delle isole Kermadec. È situata a circa 750-1000 chilometri a nord-nord-est dell'Isola del Nord della Nuova Zelanda.

### Topografia
L'isola di Raoul ha una forma ad incudine delimitante due baie, una occidentale chiamata baia di Denham ed una orientale priva di nome, e formante tre capi: la D'Arcy Point a sud, la Wilson Point ad est e la Hutchison Bluff ad ovest. Le coste sono essenzialmente rocciose e talvolta formano falesie; le uniche spiagge, in numero di tre e relativamente strette, sono situate nel nord dell'isola e sul fondo della baia di Denham. L'isola è circondata da alcuni scogli e isolotti come le isole Meyer e le isole Herald a nord-est.
L'interno dell'isola è caratterizzato da un rilievo scosceso composto da tre catene di colline che si riuniscono al centro dell'isola, occupato da una caldera. È sul bordo di questa caldera che si trovano i punti più elevati dell'isola di Raoul, come la Expedition Hill (428 m), la punta Prospect (498 m) e il Moumoukai, il punto più alto, con 516 m di altitudine. Il fondo di questa caldera è occupato da due laghi, il Blue Lake, il più grande, ed il Green Lake, che raccolgono le acque dei ruscelli che defluiscono lungo i bordi interni della depressione. Altri ruscelli più numerosi si gettano nell'oceano sotto forma di cascate come quella di Western Spring. Il resto dell'idrografia dell'isola è rappresentato da una piscina sul fondo della caldera, il Tui Lake, e dalle paludi lungo le sponde del Green Lake e del Blue Lake nonché nella pianura costiera della baia di Denham.

### Flora e fauna
La maggior parte dell'isola di Raoul è ricoperta da una vegetazione costituita da 113 specie di piante vascolari delle quali 23 endemiche, 89 specie di funghi e 52 specie di muschi. Le formazioni vegetali più comuni sono le boscaglie dominate da Myrsine kermadecensis, Lobelia anceps, Poa polyphylla, Coprosma acutifolia e Coriaria arborea e da arbusti di 10-15 metri di altezza essenzialmente costituiti da Metrosideros kermadecensis. Sul litorale crescono specie alofile che sopportano gli schizzi delle onde, come le erbacee Asplenium obtusatum, Cyperus ustulatus, Disphyma australe, Scirpus nodosus e Myosporum obscurum, e la specie arbustiva Coprosma petiolata. L'orecchia d'elefante (Alocasia macrorrhizos), specie introdotta sull'isola, è praticamente scomparsa da quando sull'isola sono state introdotte le capre.
La fauna è rappresentata principalmente da quattordici specie di uccelli marini delle quali dieci nidificano sull'isola e nel resto delle isole Kermadec e della Nuova Zelanda e tre nidificano solamente nelle isole Kermadec e su qualche altra isola dell'oceano Pacifico. Le specie più comuni sono il petrello delle Kermadec, la Pterodroma cervicalis, la Pterodroma nigripennis, il tui e lo zosteropo dorsogrigio. Sull'isola sono state inoltre introdotte specie alloctone, sia da parte dei Maori, come il ratto polinesiano, che degli europei, come la capra e il gatto, nonché il ratto delle chiaviche in seguito ad un naufragio avvenuto nel 1921. I ratti e i gatti provocarono la riduzione del numero degli uccelli marini, che passarono, nel corso di 150 anni, da un milione di esemplari a 20.000-40.000 individui. La totale eradicazione dei ratti, completata nel 1984, ha finalmente permesso il ripristino naturale della foresta primigenia dell'isola.

### Clima
Il clima dell'isola di Raoul è subtropicale, con temperature che variano da 22,4 °C in febbraio a 16 °C in agosto e precipitazioni annue di 1500 mm, che cadono prevalentemente tra febbraio e settembre.

### Geologia
L'isola di Raoul è uno stratovulcano dell'arco insulare delle isole Kermadec formato dalla subduzione della placca tettonica pacifica sotto la placca australiana. L'isola è la sommità emersa di un massiccio sottomarino di 35 km di lunghezza e 20 km di larghezza che si innalza per 2740 m dalla crosta oceanica. Sull'isola sono presenti due caldere formatesi nel corso dell'Olocene: la caldera di Raoul situata nell'interno dell'isola, maggiormente visibile, con una lunghezza di 3,5 km e una larghezza di 2,5 km, con il fondo occupato da due laghi, e la caldera sommersa di Denham, situata a ovest dell'isola, formatasi nel corso di un'eruzione 2200 anni fa, con una lunghezza di 6 km e una larghezza di 4 km, il cui bordo orientale forma il litorale della baia di Denham · .
La maggior parte delle eruzioni avvenute nel corso delle ultime centinaia di anni ha emesso lave dacitiche nel corso di eruzioni esplosive che hanno formato dei tufi andesitici. L'ultima eruzione, avvenuta nel marzo del 2006, produsse una serie di esplosioni freatiche dentro il Green Lake della caldera di Raoul e fece una vittima. Un'altra eruzione recente fu quella che durò dal 19 novembre del 1964 al 25 aprile del 1965, che provocò delle eruzioni freatiche e delle colate piroclastiche nella caldera di Denham e nel Green Lake della caldera di Raoul, portando all'evacuazione dell'isola.

## Storia
L'isola di Raoul venne probabilmente scoperta nel XIII secolo dai navigatori Maori, che forse vi si installarono. Fu riscoperta dagli europei nel corso del XVIII e XIX secolo.
Già area protetta dal 1937, nel 1990 attorno alle isole Kermadec è stata istituita una riserva marina di 7450 km².

## Popolazione e infrastrutture
L'unico luogo abitato dell'isola di Raoul è situato lungo la costa nord, in una zona relativamente pianeggiante e poco elevata, in prossimità della caldera di Raoul. I dipendenti della stazione meteorologica, i biologi e i geologi dispongono inoltre di un albergo, un ospedale, una stazione energetica, un magazzino per la riparazione delle navi e di una pista d'atterraggio per aerei.
Tutti questi edifici sono collegati dall'unica strada carrozzabile dell'isola, che corre a poca distanza dalla costa e permette di raggiungere due verricelli utilizzati per accedere a due zone di ancoraggio dei battelli: una a nord-est dell'isola in prossimità della Fishing Rock e un'altra nel sud-est in prossimità della Nash Point. Dei sentieri che corrono generalmente lungo le creste delle colline permettono di raggiungere il resto dell'isola come la capanna di Hutchison ad ovest, la baia di Denham e la sua capanna ad ovest, la capanna Mahoe e il campo Sushine a sud o ancora il fondo della caldera di Raoul.
Il fatto che la posizione esatta delle coste rocciose e delle scogliere dell'isola non sia ancora stata determinata con precisione è stato all'origine del naufragio del Picton, il cui relitto si trova ancora lungo la costa, di fronte al campo Sunshine nel sud dell'isola.